# Schlacht von Hampton Roads
Hampton Roads – Yorktown – Williamsburg – Elthams Landing – Drewrys Bluff – Hanover Courthouse – Seven Pines – Oak Grove – Beaver Dam Creek – Gaines’ Mill – Garnetts & Goldings Farm – Savage’s Station – White Oak Swamp – Glendale – Malvern Hill
Die Schlacht von Hampton Roads, oft auch als Die Schlacht der Panzerschiffe oder Schlacht zwischen Virginia und Monitor bezeichnet, war ein Seegefecht während des Amerikanischen Bürgerkrieges. Sie ging als erstes Gefecht zwischen Panzerschiffen in die Geschichte ein und fand am 8. und 9. März 1862 in der Mündung des James, den Hampton Roads, in Virginia statt.

## Vorgeschichte
Zu Beginn des Bürgerkrieges verhängten die Nordstaaten eine Seeblockade über die Häfen der Konföderierten Staaten von Amerika. Dadurch sollten die Ausfuhr von Baumwolle sowie die Einfuhr von Waffen unterbunden werden, auf welche die Südstaaten aufgrund ihrer rückständigen Industrie angewiesen waren. Die gesamte Küstenlinie der Südstaaten wurde daraufhin von der US-Marine mit ihren hölzernen Kriegsschiffen mehr oder weniger abgeriegelt, darunter auch die Gewässer von Hampton Roads in Südvirginia.
Um die Blockade durchbrechen zu können, suchten die Südstaaten, deren Marine sowohl waffentechnisch als auch zahlenmäßig unterlegen war, nach neuen Technologien und setzten ihre Hoffnungen dabei vor allem auf gepanzerte Kriegsschiffe.

### Virginia
Hauptartikel: Virginia (Schiff, 1856)

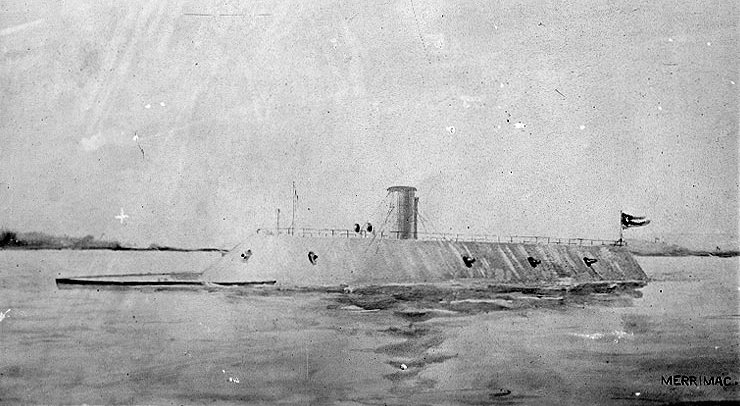
CSS Virginia

Der erste Entwurf der Südstaaten für ein gepanzertes Kriegsschiff war die Virginia. Nach der Eroberung Norfolks und der Marinewerft Gosport hatten die Konföderierten die dort selbstversenkte Unions-Fregatte Merrimack gehoben. Den Rumpf dieses Schiffes verwendeten sie nun als Grundlage für ihr Panzerschiff Virginia (im Norden weiterhin als Merrimack bekannt), das mit einem 10 cm stark gepanzerten Deck und einer Kasematte versehen wurde. Bewaffnet war die Virginia mit zehn Geschützen: Je eines vorne und achteraus und vier an jeder Seite. Da ihre Konstrukteure außerdem erfahren hatten, dass auch die Nordstaaten an gepanzerten Kriegsschiffen arbeiteten, versahen sie die Virginia zusätzlich mit einem eisernen Rammsporn.
Die Konföderierten arbeiteten im Eiltempo an der Virginia, jedoch bereitete vor allem der Antrieb Probleme. Als sie Anfang März zum ersten Mal eingesetzt wurde, hatte sie noch keine Seeerprobungen durchgeführt und es befanden sich noch Arbeiter an Bord.

### USS Monitor
Hauptartikel: Monitor (Schiff)

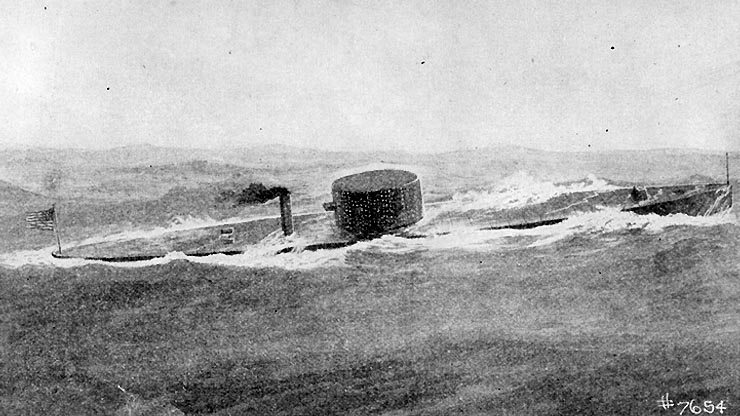
Die Monitor

Kurze Zeit nach dem Baubeginn der Virginia begannen auch die Nordstaaten, ein gepanzertes Kriegsschiff zu entwerfen. Einer der Entwickler des Schiffspropellers, John Ericsson, konstruierte das Schiff. Es wies einige Neuerungen mehr als das südstaatliche Pendant auf. Das USS Monitor getaufte Panzerschiff der Union besaß niedrige Aufbauten und war mit zwei 28 cm-Dahlgren-Geschützen bewaffnet, die in einem Drehturm gelagert waren (siehe auch Monitor (Schiffstyp)). Das Schiff war vor allem für Operationen in flachen Gewässern ausgelegt und sollte ein möglichst kleines Ziel bieten. Die Teile der Monitor wurden in neun verschiedenen Werften gefertigt, so konnte das Schiff innerhalb von 120 Tagen fertiggestellt werden. Wie sich zeigen sollte, kam sie trotzdem einen Tag zu spät, um beim ersten Einsatz der CSS Virginia entgegenzutreten.

## 8. März – Feuertaufe derVirginia
Am Morgen des 8. März 1862 erschien die CSS Virginia, begleitet von den Schiffen CSS Raleigh, CSS Beaufort, CSS Patrick Henry, CSS Jamestown und CSS Teaser, in der Mündung des James bei Hampton Roads und begann, die Blockade der Unionsflotte aufzubrechen.

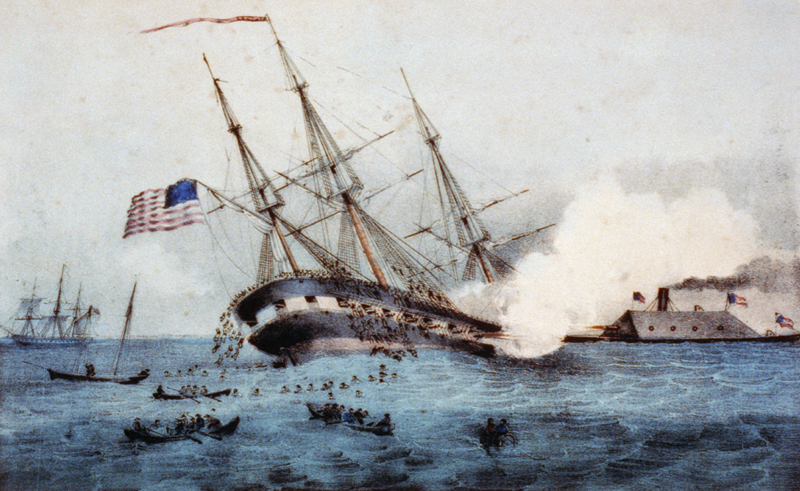
Der Untergang der von der Virginia gerammten Cumberland

Zuerst griff sie die mit 50 Geschützen bestückte Segelsloop Cumberland an und rammte sie mit ihrem Sporn unter der Wasserlinie. Die Cumberland hatte keine wasserdichten Schotten und sank daher schnell. 121 Besatzungsmitglieder kamen ums Leben. Da sich die Virginia mit ihrem Rammsporn in der Cumberland verhakt hatte, wäre sie beinahe mit dem Unionsschiff untergegangen. Erst im letzten Moment konnte sich die Virginia aus der Cumberland lösen.
Danach wandte sich die Virginia der Segelfregatte USS Congress zu, mit der sie mehrere Breitseiten austauschte. Um nicht wie die Cumberland gerammt zu werden, ließ der Kommandant der Congress sein Schiff im flachen Wasser auf Grund laufen. Die Congress und die konföderierten Schiffe um die Virginia beschossen sich noch weiter, wobei auf der Congress 120 Mann, darunter der Kommandant, den Tod fanden. Nach einem mehr als einstündigen Schusswechsel gab die Congress schließlich auf. Während die noch auf ihr verbliebenen Besatzungsmitglieder das Schiff verließen, eröffneten Landbatterien der Nordstaaten das Feuer auf die Virginia, die daraufhin erneut die Congress beschoss. Die Congress begann zu brennen und explodierte, als ihre Munitionsmagazine Feuer fingen.
Die Virginia war bei alldem auch nicht unbeschädigt geblieben. Zwei ihrer Geschütze waren außer Gefecht gesetzt worden und ihr Schornstein war durchlöchert, was ihre ohnehin niedrige Geschwindigkeit noch weiter verringerte. Auch hatte sie beim Angriff auf die Cumberland einen Teil ihres Rammspornes verloren; beim Kampf gegen die Landbatterien der Union war überdies ihr Kommandant, Kapitän zur See Franklin Buchanan, schwer verwundet worden. Dennoch griff die Virginia noch ein drittes Schiff an, die USS Minnesota, die auf der Flucht vor der Virginia auf eine Sandbank aufgelaufen war. Aufgrund seines Tiefgangs konnte das konföderierte Panzerschiff die dampfgetriebene Fregatte aber nicht erreichen und zog sich bei einbrechender Dunkelheit in die Sicherheit der von den Konföderierten kontrollierten Gewässer zurück.

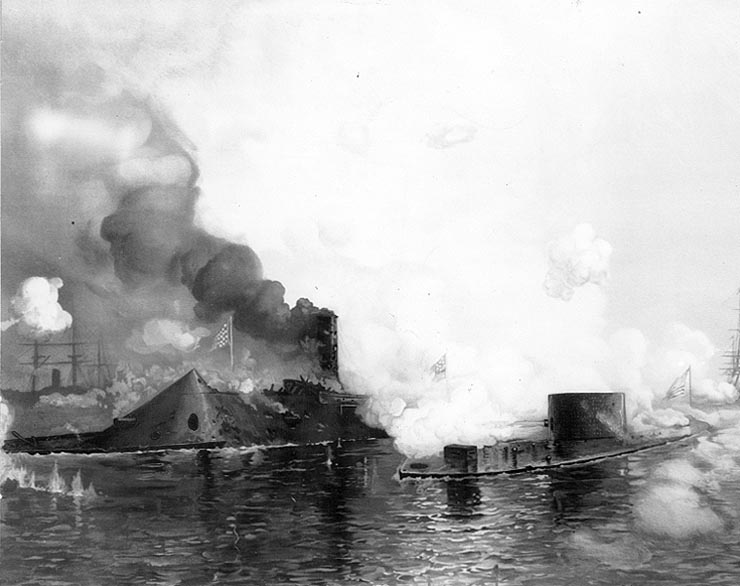
Gefecht zwischen Virginia (links) und Monitor (rechts) auf kurze Distanz

## 9. März – Duell der Panzerschiffe
Als die Virginia am nächsten Tag unter Kapitänleutnant Catesby Jones wieder in die Hampton Roads auslief, um die Zerstörung der Blockadeschiffe zu vollenden, fand sie einen neuen Gegner vor – die USS Monitor. Unter dem Kommando von Korvettenkapitän John Lorimer Worden war diese in der Nacht zuvor in die Hampton Roads eingelaufen und beschützte nun die USS Minnesota.
Die beiden Panzerschiffe kämpften mehrere Stunden miteinander, zumeist auf kürzeste Distanz, doch wurde kein Schiff entscheidend beschädigt. Die kleinere und wendigere Monitor konnte die Virginia ausmanövrieren und ihrem Rammsporn entgehen, versenken konnte sie diese ihrerseits aber auch nicht. Die Virginia geriet dabei auch in das Feuer von Landbatterien der Unionstruppen und der festsitzenden Minnesota.
Schließlich zog sich die Virginia zurück und überließ das „Schlachtfeld“ den Nordstaaten.

## Nachspiel
In den folgenden Wochen belauerten sich die Virginia und die Flotte der Union, ohne dass es zu weiteren Kämpfen kam. Monitor und Virginia kämpften nie wieder gegeneinander, keines der beiden Schiffe spielte in diesem Krieg noch eine wichtige Rolle.
Im Zuge von McClellans Halbinsel-Feldzug waren die Konföderierten im Mai 1862 gezwungen, Norfolk und dessen Umgebung zu räumen. Aufgrund ihres Tiefgangs konnte die Virginia nicht den James hinauf nach Richmond fliehen. Da auch kaum Aussicht darauf bestand, über das offene Meer und an der wartenden Unionsflotte vorbei entkommen zu können, wurde sie am 11. Mai 1862 vor Craney Island auf Grund und in Brand gesetzt.
Auch die Monitor überstand das Jahr 1862 nicht. Am 31. Dezember 1862 sank sie in einem Sturm vor Cape Hatteras, North Carolina, wobei 16 ihrer Besatzungsmitglieder ums Leben kamen. Der Turm, die Kanonen und die Dampfmaschine des Schiffes wurden in mehreren Expeditionen 2001 und 2002 geborgen und sind derzeit im USS Monitor Center in Newport News ausgestellt, wo sich auch eine 1:1-Replik des Schiffes befindet.
In Hampton Roads erinnert heute noch der Monitor-Merrimac Memorial Bridge-Tunnel an die Schlacht. Die Straße über- und unterquert die Wasserstraße unweit der Stelle, an der das Duell der Panzerschiffe stattgefunden hat.

## Bedeutung
Taktisch gesehen endete das erste Gefecht zwischen zwei Panzerschiffen unentschieden – strategisch gesehen war es eine Niederlage der Konföderierten, denn der Norden konnte seine Blockade aufrechterhalten. Auch wenn die direkte Auswirkung des Gefechts auf den Kriegsverlauf eher gering war, ist die Schlacht doch von militärhistorischer Bedeutung.
Gepanzerte Schiffe waren bereits im Krimkrieg von den Franzosen zum Beschuss von Landstellungen eingesetzt worden und mit der französischen La Gloire und der britischen Warrior wurden 1860 in Europa die ersten Ironclads gebaut. In welchem Ausmaß diese den konventionellen Holzschiffen tatsächlich überlegen waren, wurde jedoch am ersten Tag der Schlacht von Hampton Roads deutlich.
Die britische Zeitung The Times beschrieb die Auswirkung beim Eintreffen der Nachricht von der Schlacht: „Gestern noch verfügte Großbritannien über 149 erstklassige Kriegsschiffe zum sofortigen Einsatz. Heute haben wir mit der Warrior und der Ironside nur noch zwei, die wir guten Gewissens in eine Schlacht mit der kleinen Monitor schicken könnten.“
Die Schlacht von Hampton Roads demonstrierte die Unterlegenheit der hölzernen gegenüber gepanzerten Schiffen derart frappierend, dass fortan ungepanzerte Schiffe als Kriegsschiffe nicht mehr in Erwägung gezogen wurden. Sie markiert daher das Ende des hölzernen Kriegsschiffes und den Wechsel hin zum dampfgetriebenen Panzerschiff.

## Film und Fernsehen
- Hearts in Bondage (USA 1936, Regie: Lew Ayres)
- Seeschlacht vor Virginia (Ironclads, TV-USA 1991, Regie: Delbert Mann)